# Bakterienringfäule
Die Bakterienringfäule ist eine durch das Bakterium Clavibacter michiganensis ssp. sepedonicus hervorgerufene Kartoffelkrankheit.
Typisch für die gebietsweise auch in Deutschland auftretende Erkrankung ist eine gestörte Gewebefunktion im Bereich des Gefäßbündelrings der Knolle.

## Schadbild
Die Bakterienringfäule ist im Längsschnitt an einer anfangs cremegelben bis schwach braunen Verfärbung der Gefäßbündelzone erkennbar. Bei starkem Befall ist der ganze Gefäßbündelring zersetzt. Befallene Pflanzen zeigen manchmal ab Juli sichtbare Anzeichen einer Infektion. Die erkrankten Stauden vergilben schwach. Die Blätter rollen sich um die Mittelrippe nach oben und vertrocknen schließlich. Bakterienringfäule verursacht Ernteverluste durch Auflaufschäden bis 20 %, während bei der Lagerung Verluste von bis zu 60 % ermittelt wurden.

## Bekämpfung
Maßnahmen zur Bekämpfung dieser gefährlichen Kartoffelkrankheit sind gegenwärtig nur durch Pflanzenhygiene (Verwenden gesunden Pflanzguts) und Beachtung der Quarantäne-Bestimmungen möglich. Aufgrund der gültigen Kartoffelschutzverordnung ist jeder Kartoffelanbauer verpflichtet, das Auftreten von Verdachtsfällen der zuständigen Behörde (z. B. dem Pflanzenschutzamt) zu melden. Durch die Einfügung des §6 in die nationale Pflanzkartoffel-Verordnung (vom 30. Juni 1981) wurde sichergestellt, dass die Bekämpfung der Bakterienringfäule auch mit Hilfe des Saatgutverkehrsrechtes erfolgt.